# Erich von Waldburg-Zeil
Erich August Fürst von Waldburg zu Zeil und Trauchburg (* 21. August 1899 in Stuttgart; † 24. Mai 1953  in Aitrach) war ein deutscher Unternehmer und Großgrundbesitzer.

## Familie
Erich war ein Spross des alten oberschwäbischen Adelsgeschlechts der Truchsesse von Waldburg aus der standesherrlichen Linie Zeil. Sein voller Name lautete Maria Erich August Wunibald Anton Joseph Reinhard Reichserbtruchseß Fürst von Waldburg zu Zeil und Trauchburg. Er war der Sohn des Fürsten Georg von Waldburg zu Zeil und Trauchburg (* 1867; † 1918) und der Fürstin Marie Therese geb. zu Salm-Reifferscheidt-Raitz (* 1869; † 1930) und hatte noch fünf Geschwister. 

## Leben und Wirken
Erich studierte Staatswissenschaften, Geschichte, Kunstgeschichte und Philosophie an den Universitäten in Tübingen und München. Durch den Tod seines Vaters und seines älteren Bruders, des Erbgrafen Eberhard, im Ersten Weltkrieg erbte er im September 1918 den Fürstentitel der Linie Waldburg-Zeil. Damit war ein sehr umfangreicher Familienbesitz mit ausgedehnten Waldgebieten verbunden, dessen Verwaltung er übernahm. Er betätigte sich als Teilhaber in der oberschwäbischen Papierindustrie. Die 1930 von ihm mitinitiierte Katholische Tatgemeinschaft führte zu seiner Übernahme der Zeitschrift Illustrierter Sonntag, die später unter dem Titel Der gerade Weg herausgegeben wurde und dem Historiker und Publizisten Fritz Gerlich als Medium zum journalistischen Widerstand gegen Adolf Hitler diente. Erich von Waldburg war Mitglied des Zentralkomitees der deutschen Katholiken und förderte die katholische Mission und die Missionswissenschaft. Nach dem Zweiten Weltkrieg wurde er Verleger der von Johann Wilhelm Naumann 1946 gegründeten Zeitschrift der „Abendländischen Akademie“, „Das Neue Abendland“ („Die kompromisslos-christliche Monatsschrift für Politik, Kultur und Geschichte“). 1951 wurde er Mitglied im Orden vom Goldenen Vlies.
1953 starb Erich von Waldburg-Zeil bei einem Autounfall in Aitrach. Zu seinem Gedenken wurde in Aitrach die Fürst-Erich-Kapelle errichtet.

## Ehe und Nachkommen

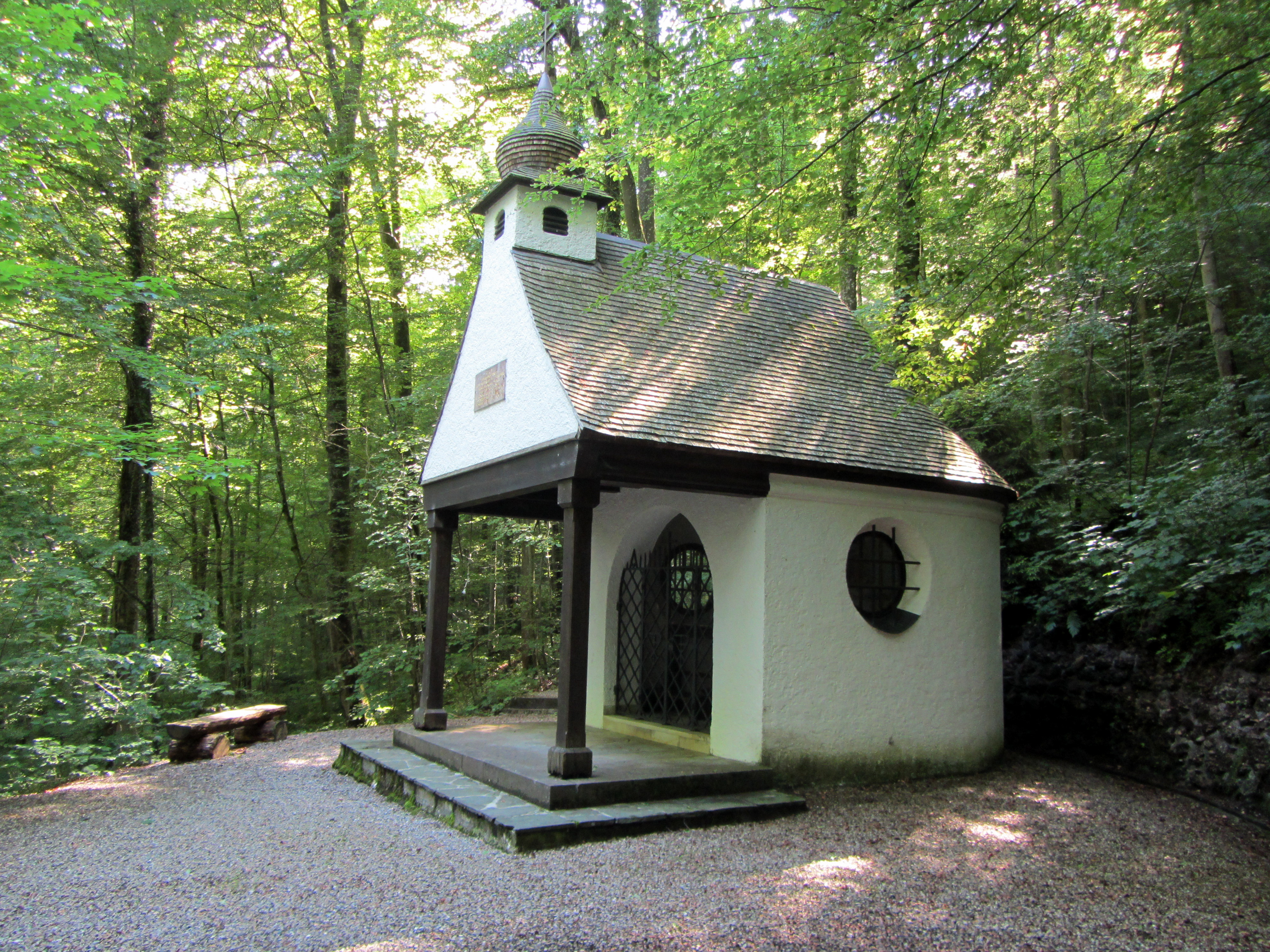
Fürst-Erich-Kapelle in Aitrach (2012)

Erich heiratete am 5. April 1926 in Kleinheubach Maria Monika Prinzessin zu Löwenstein-Wertheim-Rosenberg (* 25. Februar 1905; † 28. Dezember 1992), eine Tochter des Fürsten Aloys zu Löwenstein-Wertheim-Rosenberg. Das Paar gehörte der römisch-katholischen Kirche an. Aus der Ehe gingen sieben Kinder hervor:
- Georg Fürst[9] von Waldburg-Zeil und Trauchburg (1928–2015), seit 1953 Chef des ehemaligen Fürstenhauses Waldburg zu Zeil und Trauchburg

- Josefine (1929–1999), ⚭ 1953 Nikolaus Prinz von Lobkowicz
- Theresia (* 1931), ⚭ 1962 Alois Graf von Nostitz-Rieneck, Sohn der Sophie von Hohenberg
- Alois Graf von Waldburg-Zeil und Trauchburg (1933–2014), MdB
- Karl Graf von Waldburg-Zeil und Trauchburg (* 1936), ⚭ 1965 Maria Victoria de Verdugo y Peña
- Sophie (* 1938), ⚭ 1965–1983 Erwein Graf von Matuschka
- Eberhard (1940–2013), ⚭ 1966 Johanna Gräfin von Harrach zu Rohrau und Thannhausen